# Euscorpius simaiakisi
Espèce
Euscorpius simaiakisi est une espèce de scorpions de la famille des Euscorpiidae.

## Distribution
Cette espèce est endémique des Cyclades en Grèce. Elle se rencontre sur Ándros.

## Description
La femelle holotype mesure 24,12 mm.

## Systématique et taxinomie
Cette espèce a été décrite par Tropea, Fet, Parmakelis et Stathi en 2022.

## Étymologie
Cette espèce est nommée en l'honneur de Stylianos Simaiakis.

## Publication originale
- Tropea, Fet, Parmakelis & Stathi, 2022 : « Two new species of Еuscorpius (Scorpiones, Euscorpiidae) from Skyros and Andros islands, Greece. » Zoodiversity, vol. 56, no 4, p. 307-322 (texte intégral).